# Актюбинский ИТЛ
Актюбинский ИТЛ — исправительно-трудовой лагерь, находившийся в городе Актюбинск, Актюбинской области, Каз ССР (1940—1946).
Актюбинский ИТЛ действовал с февраля 1940 по апрель 1946 года; его управление располагалось в городе Актюбинске. Максимальное число заключённых 15000 человек, занятых на строительстве ферросплавного комбината, добыче полезных ископаемых, в гражданском и жилищном строительстве.

## Время существования
Организован 27.02.1940 года, закрыт 24.04.1946 года.

## Подчинение
- ГУЛАГ с 27.02.1940 года;
- ГУЛПС с 26.02.1941 года;
- УЛСПЧМ с 14.05.1941 года;
- ГУЛГМП с 02.07.1941 года;
- ГУЛПС с 19.03.1942 года.

## Дислокация и адрес
город Актюбинск Казахской ССР, п/я 7 на 17.10.1940 года;
п/я 105 по крайней мере в период 24.03.1942 — 08.06.1945 года.

## Выполняемые работы
- Строительство Актюбинского ферросплавного комбината
- Добыча и отгрузка хромовых и железо-никелевых руд на Донском и Кимперсайском месторождениях
- Эксплуатация карьеров Батамшинского никелевого рудника
- Строительство Кимперсайского рудоуправления комбината «Южуралникель»
- Разработка Мугоджарского карьера кварцитов
- Обслуживание Берчогурской угольной шахты № 1 (с 25.11.1942)
- Геологоразведочные работы
- Строительство ТЭЦ и ДОК
- Строительство кирпичного завода
- Лесоразработки в Куйбышевской и Оренбургской областей
- Строительство жилья, водопровода, паровозного депо
- Строительство железнодорожного пути
- Строительство шоссе
- Строительство дробильно-сортировочной фабрикики
- Производство кирпича, извести и алебастра
- Разработка каменных карьеров
- Подсобные сельскохозяйственные рабты, рыболовство
- Швейное производство для собственных нужд

## Численность
- 01.07.1940 года — 4500 человек;
- 01.01.1941 года — 8079 человек;
- 01.07.1941 года — 7181 человек;
- 01.01.1942 года — 10 201 человек;
- 01.01.1943 года — 14 842 человека;
- 01.01.1944 года — 11 831 человек;
- 01.01.1945 года — 9121 человек;
- 01.12.1945 года — 4553 человека.

## Начальники
- капитан ГБ Кузнецов М. М., с 27.02.1940 года — по 08.10.1941 года;
- майор ГБ Тарасюк С. А., с 30.10.1941 года — ?;
- майор ГБ Царевский М. М., не позднее 19.03.1942 года — по 17.04.1943 года;
- и. о. нач. (нач.) — инж.-п/п Бусыгин В. П., не позднее 26.04.1943 года — по 06.03.1945 года;
- и. о. нач. (нач.) — Гулько А. А., с 06.03.1945 года — ?;
- з/н — лейтенант ГБ Попов Б. И., с 27.02.1940 года по 25.04.1941 года;
- старший лейтенант ГБ Дюдин Л. М., с 25.04.1941 года — ?.

## Архив
- В 1-м Спецотделе УМВД по Актюбинской обл.: л/д нач. состава, охраны и работников оперчекотдела, общее делопроизводство оперчекотдела;
- В Актюбинском облгосархиве: личные листки по учёту кадров, протоколы медосвидетельствований и т. п. трудмобилизованных и трудармейцев. Л/д з/к и пр. нач. ИТЛ — нет.